# يوكسكوفا
يوكسكوفا هي مدينة يسكنها أكراد وعرفت سابقاً باسم غيفر، وهو قضاء في محافظة حكاري التركية الواقعة على الحدود مع إيران.

## المناخ
يظهر الجدول التالي التغييرات المناخية على مدار السنة ليوكسكوفا:
| البيانات المناخية لـيوكسكوفا      | البيانات المناخية لـيوكسكوفا | البيانات المناخية لـيوكسكوفا | البيانات المناخية لـيوكسكوفا | البيانات المناخية لـيوكسكوفا | البيانات المناخية لـيوكسكوفا | البيانات المناخية لـيوكسكوفا | البيانات المناخية لـيوكسكوفا | البيانات المناخية لـيوكسكوفا | البيانات المناخية لـيوكسكوفا | البيانات المناخية لـيوكسكوفا | البيانات المناخية لـيوكسكوفا | البيانات المناخية لـيوكسكوفا | البيانات المناخية لـيوكسكوفا |
| الشهر                             | يناير                        | فبراير                       | مارس                         | أبريل                        | مايو                         | يونيو                        | يوليو                        | أغسطس                        | سبتمبر                       | أكتوبر                       | نوفمبر                       | ديسمبر                       | المعدل السنوي                |
| --------------------------------- | ---------------------------- | ---------------------------- | ---------------------------- | ---------------------------- | ---------------------------- | ---------------------------- | ---------------------------- | ---------------------------- | ---------------------------- | ---------------------------- | ---------------------------- | ---------------------------- | ---------------------------- |
| متوسط درجة الحرارة الكبرى °م (°ف) | −6.4 (20.5)                  | −4.0 (24.8)                  | 2.7 (36.9)                   | 10.3 (50.5)                  | 17.6 (63.7)                  | 22.8 (73.0)                  | 26.7 (80.1)                  | 26.8 (80.2)                  | 23.2 (73.8)                  | 16.3 (61.3)                  | 7.7 (45.9)                   | −3.3 (26.1)                  | 11.7 (53.1)                  |
| المتوسط اليومي °م (°ف)            | −9.0 (15.8)                  | −7.3 (18.9)                  | −0.7 (30.7)                  | 6.0 (42.8)                   | 12.1 (53.8)                  | 16.5 (61.7)                  | 20.3 (68.5)                  | 20.2 (68.4)                  | 16.4 (61.5)                  | 10.5 (50.9)                  | 3.3 (37.9)                   | −5.5 (22.1)                  | 6.9 (44.4)                   |
| متوسط درجة الحرارة الصغرى °م (°ف) | −11.5 (11.3)                 | −10.6 (12.9)                 | −4.0 (24.8)                  | 1.8 (35.2)                   | 6.6 (43.9)                   | 10.3 (50.5)                  | 13.6 (56.5)                  | 13.9 (57.0)                  | 9.6 (49.3)                   | 4.7 (40.5)                   | −1.0 (30.2)                  | −7.7 (18.1)                  | 2.1 (35.9)                   |
| الهطول مم (إنش)                   | 71 (2.8)                     | 90 (3.5)                     | 104 (4.1)                    | 106 (4.2)                    | 58 (2.3)                     | 18 (0.7)                     | 6 (0.2)                      | 5 (0.2)                      | 6 (0.2)                      | 50 (2.0)                     | 76 (3.0)                     | 80 (3.1)                     | 670 (26.3)                   |
| المصدر: Climate-Data.org          |                              |                              |                              |                              |                              |                              |                              |                              |                              |                              |                              |                              |                              |